# もう一度… (JAYWALKの曲)
「もう一度…」（もういちど）は2008年3月26日にワーナーミュージック・ジャパンより発売されたJAYWALK通算44作目のシングル。

## 解説
ワーナーミュージック・ジャパン移籍第1弾シングル。「もう一度…」は、大ヒット曲「何も言えなくて…夏」のアンサーソング。本作には「何も言えなくて…夏」の2008再録ヴァージョンが収録されている。

## 収録曲
（全曲　作詞：知久光康、編曲：JAYWALK）
1. もう一度…
作曲：杉田裕
2. 世界よりも君が大切だと思った
作曲：杉田裕
3. 何も言えなくて…夏 2008
作曲：中村耕一
4. もう一度…（instrumental）
5. 世界よりも君が大切だと思った（instrumental）